# Statue-menhir de La Raffinié
La statue-menhir de La Raffinié est une statue-menhir appartenant au groupe rouergat découverte à Martrin dans le département de l'Aveyron. Elle est actuellement conservée au musée Fenaille à Rodez.

## Description
La partie basse de la statue-menhir a disparu : il ne reste que la partie haute qui est noircie, car elle a servi de pierre de foyer dans une cheminée avant d'être découverte par Joseph Alvernhe en 1880, qui l'apporta à l'abbé Hermet après en avoir découpé la partie basse. Ce fragment en grès mesure 0,55 m de hauteur pour une épaisseur maximum de 0,61 m et une épaisseur de 0,18 m.
Il s'agit d'une statue féminine. Les traits du visage sont effacés mais on peut encore distinguer les deux côtés du nez et des tatouages. Côté antérieur, elle comporte un collier à cinq rangs et des seins. Côté postérieur, les crochets-omoplates et la chevelure sont visibles. Sur le croquis qu'en fit l'abbé Hermet, une pendeloque en « Y » est visible, ce qui n'est plus le cas actuellement. De même, le croquis représente, dans la partie basse perdue, les deux bras avec les doigts des mains bien distincts.